# Opocapsis dioctrioides
Opocapsis dioctrioides är en tvåvingeart som beskrevs av Walker 1859. Opocapsis dioctrioides ingår i släktet Opocapsis och familjen rovflugor. Inga underarter finns listade i Catalogue of Life.